# Gedenkstätte Esterwegen

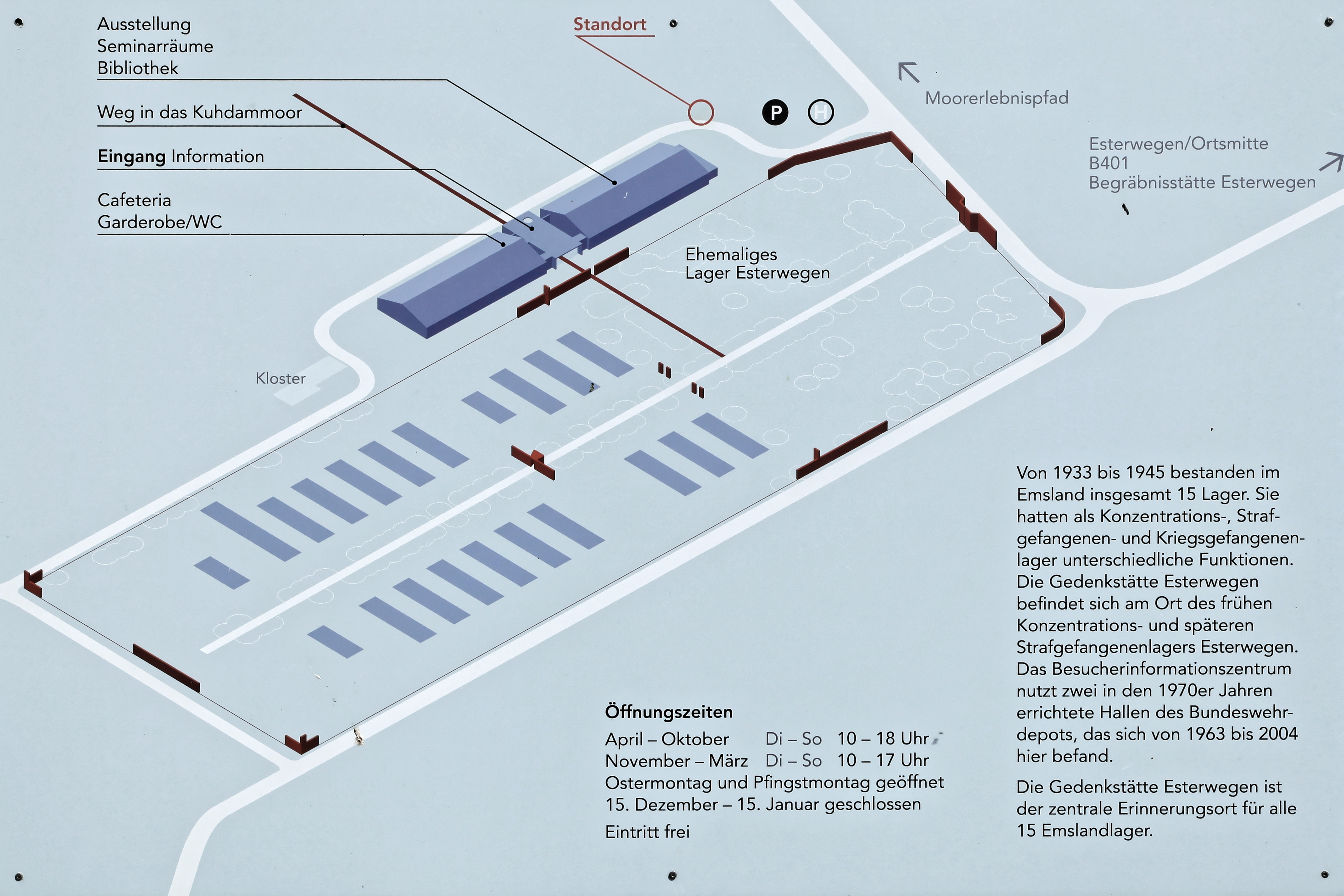
Übersichtsplan der Gedenkstätte Esterwegen

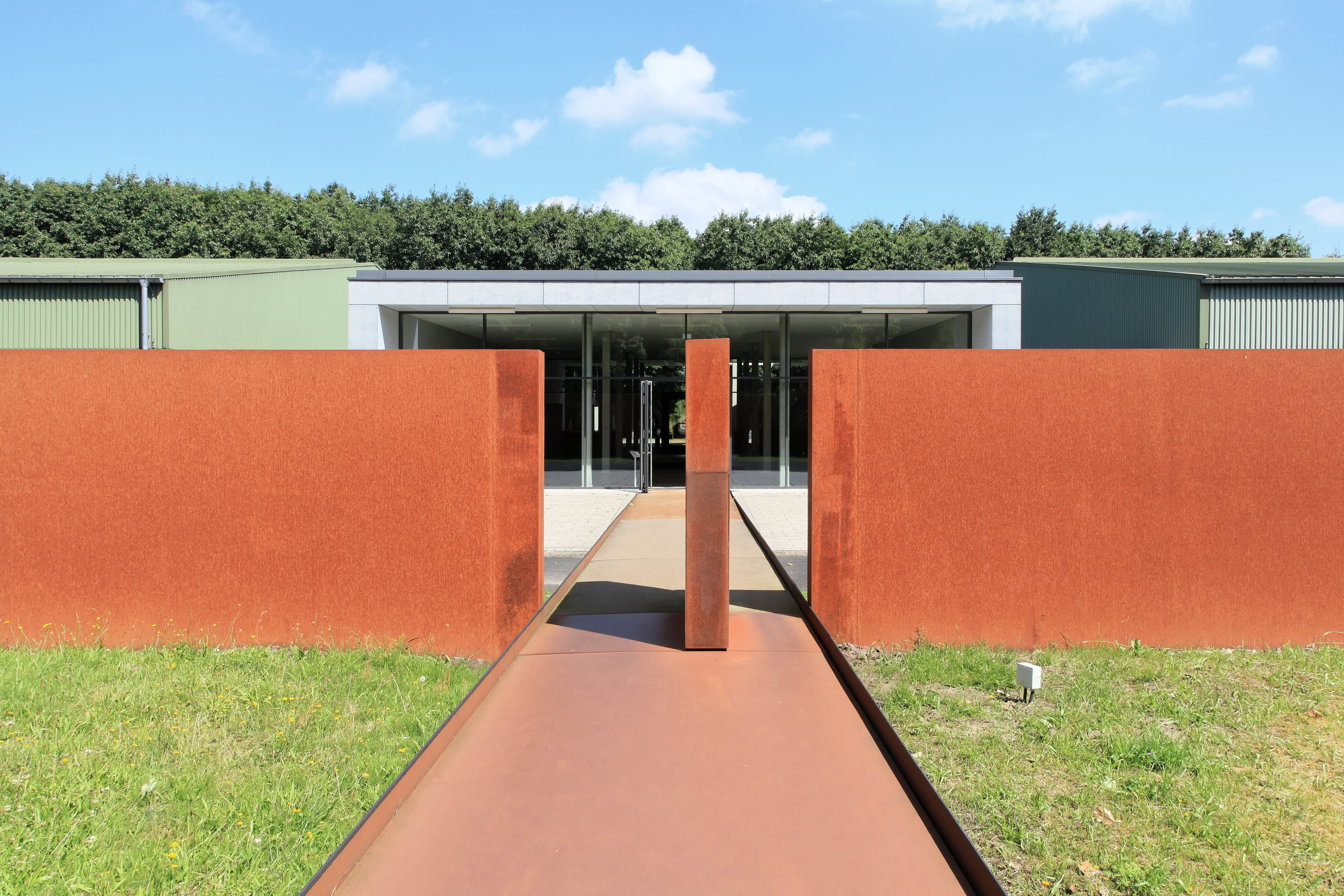
Der Weg hin zum Kuhmoor.
Blick vom Lager durch die Gedenkstätte hindurch bis hin zum Moor

Die Gedenkstätte Esterwegen befindet sich in Esterwegen im Landkreis Emsland in der Nähe des Küstenkanals zwischen Oldenburg i. O. und Papenburg. Sie erinnert an die 15 Emslandlager, von denen das KZ Börgermoor am 20. Juni 1933 zuerst entstand; es folgten die KZ Esterwegen und Neusustrum.

## Geschichte der Emslandlager
Die Geschichte der Emslandlager begann am 20. Juni 1933 mit der Einrichtung des ersten von drei Konzentrationslagern („frühe Konzentrationslager“). Bis 1945 hatten die Lager unterschiedliche Funktionen: staatliche Konzentrationslager, Konzentrationslager der SS, Schutzhaftlager, Lager für „Nacht-und-Nebel-Gefangene“, Strafgefangenen- und Kriegsgefangenenlager.

## Geschichte der Gedenkstätte

### Erste Bemühungen um einen Gedenkort
Schon kurz nach dem Zweiten Weltkrieg kam der Wunsch nach Einrichtung einer Gedenkstätte auf, z. B. bei einem Treffen einiger Hundert Gefangener, der sogenannten „Moorsoldaten“. 1963 errichtete die Gewerkschaftsjugend IG Bergbau, Chemie Energie aus Essen auf dem Lagerfriedhof an der B 401 einen Gedenkstein für Carl von Ossietzky. Ab Ende der 1970er-Jahre engagierten sich Studierende der Universität Oldenburg und Jugendgruppen, darunter Gewerkschaften und Jusos, gemeinsam mit Überlebenden der Emslandlager für ein angemessenes Gedenken vor Ort. Mitglieder dieser Gruppen gründeten 1979 gemeinsam den "Arbeitskreis Carl von Ossietzky Emsland/Ostfriesland". Noch im Jahr 1979 verweigerte die Bezirksregierung Weser-Ems dem Arbeitskreis die Aufstellung einer Gedenktafel in Esterwegen mit der Begründung, es habe sich schließlich bei den Häftlingen auch um „gewöhnliche Kriminelle“ gehandelt. Einen Vorschlag des Arbeitskreises, neben dem Friedhof in Esterwegen eine arbeitende Gedenkstätte zu errichten, lehnte der niedersächsische Innenminister Anfang 1980 ab.

### DIZ Emslandlager

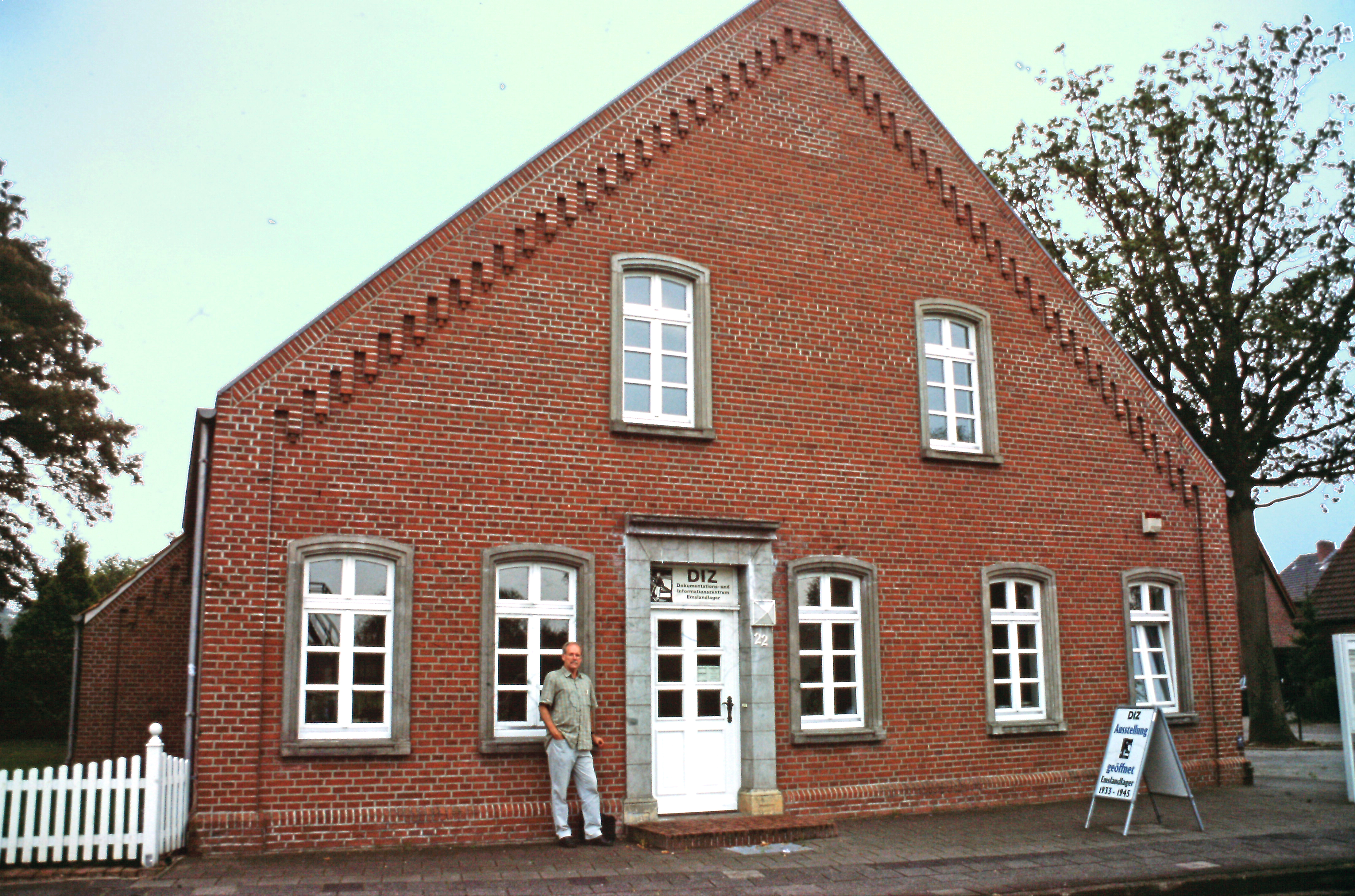
DIZ Papenburg 2002

#### Verein „Aktionskomitee für ein DIZ Emslandlager“
1981 wurde mit Unterstützung ehemaliger Häftlinge ein privater gemeinnütziger Verein unter dem Namen „Aktionskomitee für ein DIZ Emslandlager“ mit Sitz in Papenburg gegründet. Unter den Gründungsmitgliedern waren zahlreiche Mitglieder des Arbeitskreises Carl von Ossietzky. Aufgabe des Vereins ist die Einrichtung eines Dokumentations- und Informationszentrum (DIZ) Emslandlager und in der Folge die Vermittlung der Geschichte der Emslandlager in Forschung und Bildung. Den Bemühungen war aber kein Erfolg beschieden. Das Wunschgelände des Vereins nach einem historischen Ort, das ehem. KZ Esterwegen, wurde weiterhin von der Bundeswehr als Depot in Anspruch genommen.

#### DIZ in Papenburg
1985 richtete der Trägerverein, das Aktionskomitee für ein DIZ Emslandlager, e. V. in einem gemieteten Haus in Papenburg eine provisorische Dauerausstellung ein. Unter der Leitung Kurt Bucks wurden von dort aus Rundfahrten mit Schulklassen sowie anderen Interessierten und jährlich einmal für ehemalige Häftlinge organisiert. In der Ausstellung wurden zahlreiche Dokumente und insbesondere Selbstzeugnisse der ehemaligen Häftlinge und Gefangenen der Emslandlager gezeigt. Seminare und Tagungen wurden außerhalb des DIZ Emslandlager durchgeführt. Auf Initiative des Landkreises Emsland wurde mit Unterstützung des Landes Niedersachsen und der Stadt Papenburg 1991 mit einem Neubau begonnen. 1993 wurde er im Rahmen eines internationalen Treffens ehemaliger Häftlinge eingeweiht.

### Gedenkstätte Esterwegen an historischer Stelle
„Im Emsland war lange die Legende verbreitet, dass man den Nationalsozialismus stark abgelehnt hat, und das ist zumindest für den Anfang nicht ganz falsch. Aber als die Nazis dann da waren, hat man sich gut angepasst oder musste sich anpassen – je nachdem. Und so haben viele Emsländer das Gefühl, dass sie doch tief verstrickt waren. ... Gerade in einer Region wie dem Emsland schämt man sich auch für das, was der Nachbar verbrochen hat, der Verwandte oder jemand aus dem eigenen Dorf.“

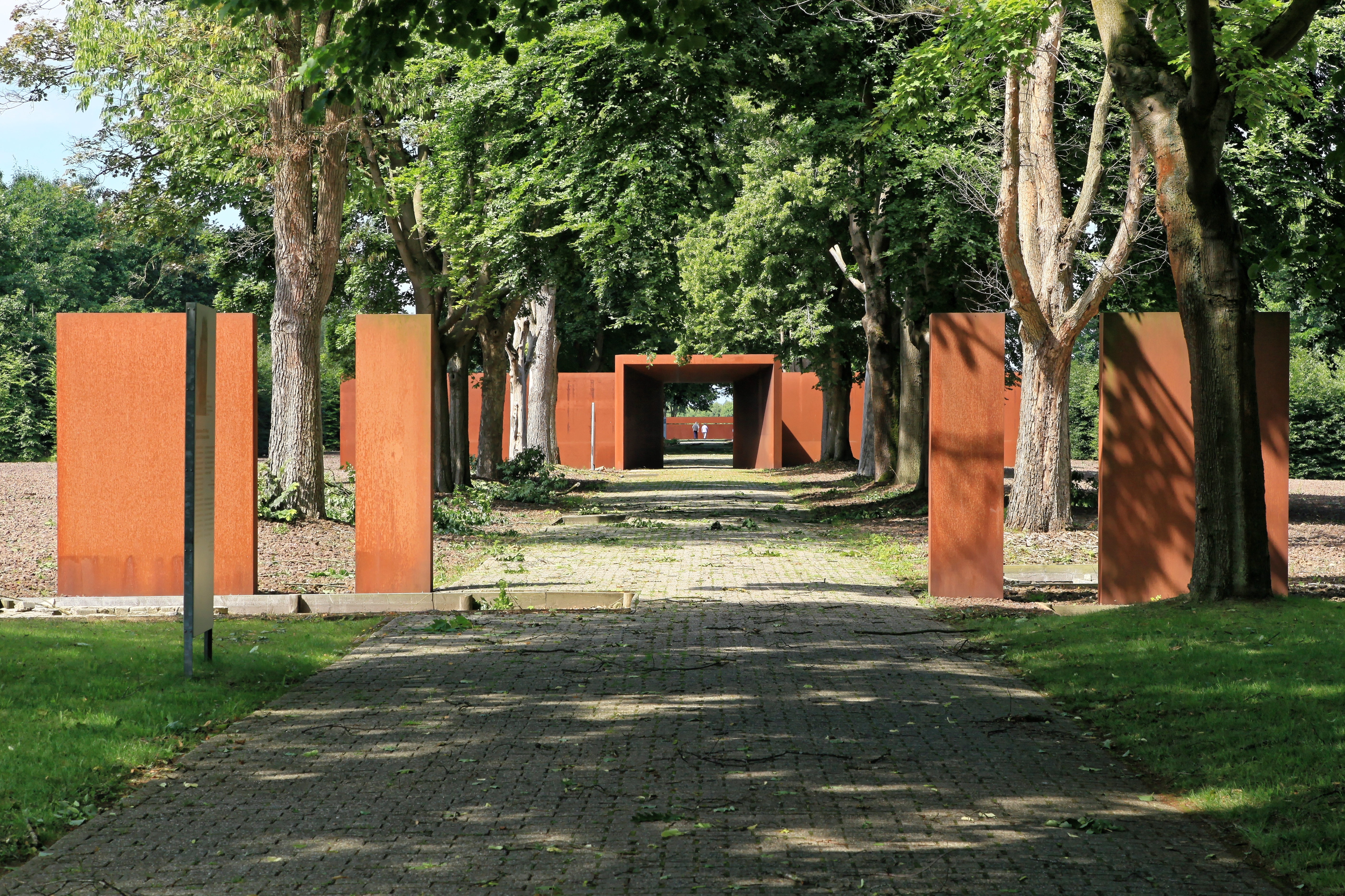
Blick über die ehemalige Lagerstraße in der heutigen Gedenkstätte Esterwegen

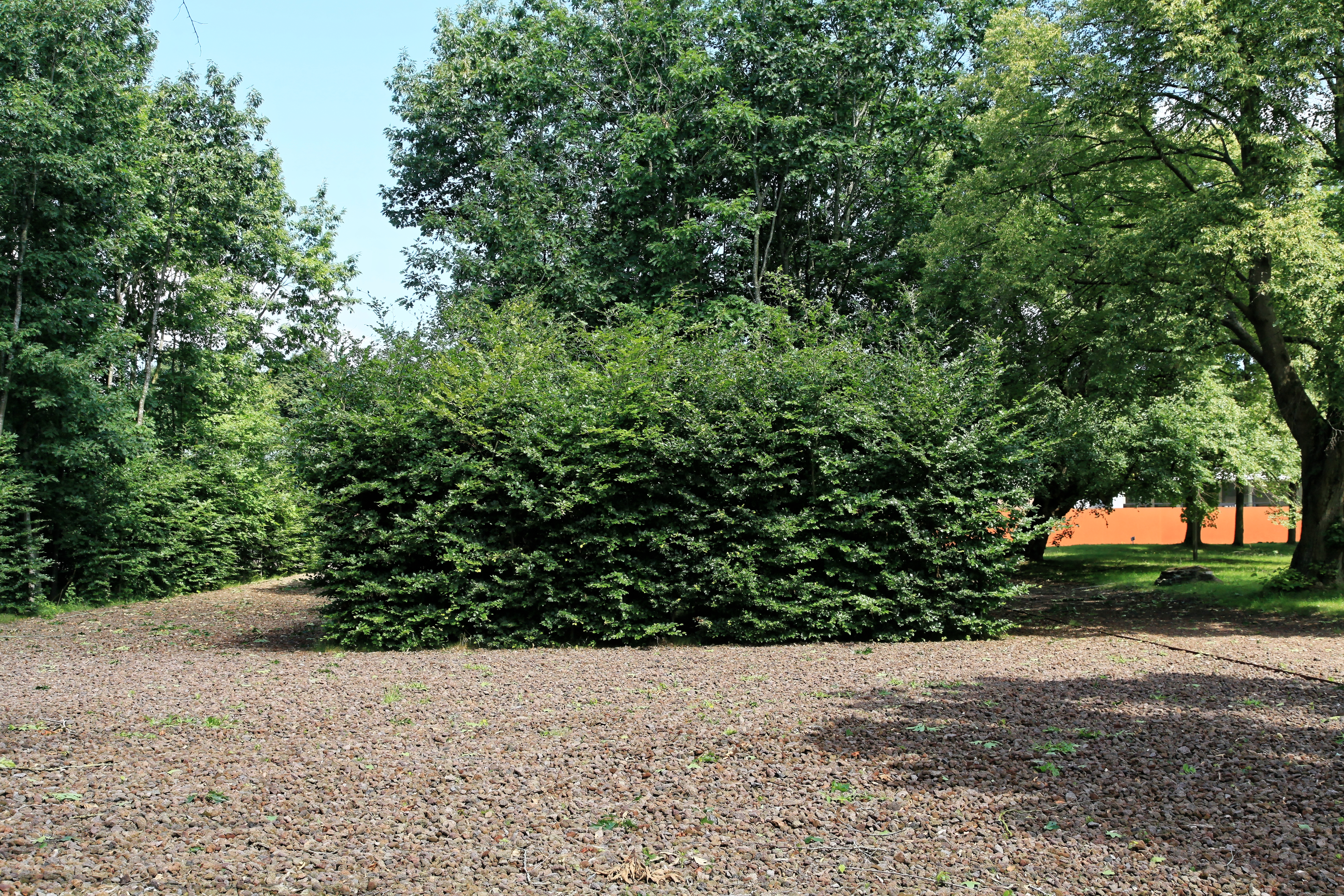
Bepflanzungen deuten die ehemaligen Baracken an.

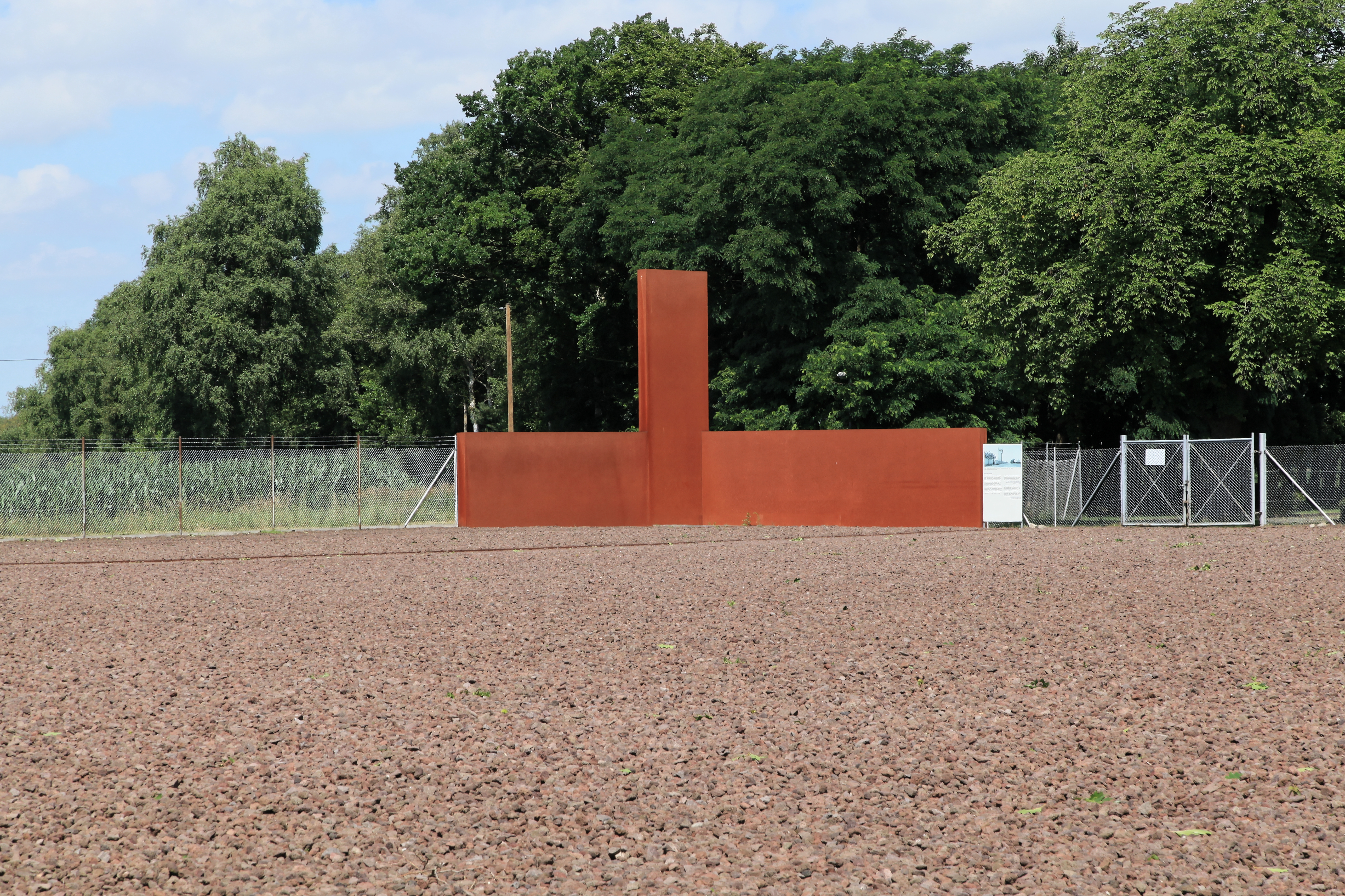
Künstlerisch angedeuteter Wachturm an einer Lagerecke

Nachdem jahrzehntelang an historischer Stelle keine Gedenkstätte errichtet werden konnte, beschied der niedersächsische Innenminister Egbert Möcklinghoff, dass eine Erinnerungstafel an der Begräbnisstätte Esterwegen aufgestellt werden dürfe. 2001 übernahm der Landkreis Emsland das Gelände des ehemaligen Lagers in Esterwegen von der Bundeswehr mit dem Ziel, eine zentrale Gedenkstätte für die 15 Emslandlager zu errichten. 2008 wurde vom Landkreis Emsland die Stiftung Gedenkstätte Esterwegen gegründet. Das DIZ Emslandlager folgte der Einladung des Landkreises und setzt seine Arbeit seit der Einweihung dieser Gedenkstätte in dieser Anlage fort. Knapp sechs Millionen Euro kostete die Gedenkstätte, sie kamen vom Bund, dem Land Niedersachsen, dem Landkreis Emsland und mehreren Stiftungen. Trägerin der Einrichtung ist die Stiftung Gedenkstätte Esterwegen, Geschäftsführer der Stiftung und Leiter der Gedenkstätte sind seit 2021 Sebastian Weitkamp und Martin Koers.

„Alle unsere Mitarbeiter, die bisher beim DIZ angestellt sind und die alle fast von Anfang an dabei sind, gehen in die neue Gedenkstätte hinein, ebenso alles, was wir in unseren nun 26 Jahren an Exponaten, Briefen, Zeichnungen und Schnitzereien ehemaliger Lagerinsassen gesammelt haben.“

„Nach mehr als sechs Jahrzehnten haben sie ein wunderbares Haus gebaut – kann man nur hoffen, dass die Erinnerung auch einzieht.“

Am 31. Oktober 2011 wurde die Gedenkstätte im Beisein des Niedersächsischen Ministerpräsidenten David McAllister in einem feierlichen Festakt eröffnet. Seit November 2011 steht sie der Öffentlichkeit zur Verfügung. Im Jahr 2015 besuchten 26.790 Menschen die Gedenkstätte.
Die langjährige Nutzung des KZ-Geländes nach dem Zweiten Weltkrieg stellte die Erinnerungsarbeit vor Herausforderungen, denn viele Spuren waren während der Nutzung durch die Bundeswehr beseitigt worden. An der zentralen Gedenkstätte sollten Stahlplatten mit den Nummern und Namen der 15 Lager an diese erinnern:

„Die Dimensionen des Geländes, die Punkte, die ganz besonders für Unterdrückung, Eingesperrtsein, ständig bewacht sein, nicht weg können, also für diese ganzen furchtbaren Haftbedingungen, die dafür stehen, die Tore, die Außenmauer, die Wachttürme, sind übersetzt worden in Cortenstahl-Zitate. Stahl als ganz hartes, scharfkantiges Material, gibt dann natürlich auch die Härte als solche wieder, nimmt Bezug auf das Material Stahl der früheren Torfspaten, die die Häftlinge hatten, die Moortransportbahnen, die Schienen und Torfloren, und dann ist es eben so, dass gestalterisch dieser Rost absichtlich eingesetzt worden ist, so eine dunkelbraunrote Rostpatina auf diesen Elementen, die sich jetzt in die Landschaft entsprechend einfügen.“

Die Nummern und Namen der 15 Lager
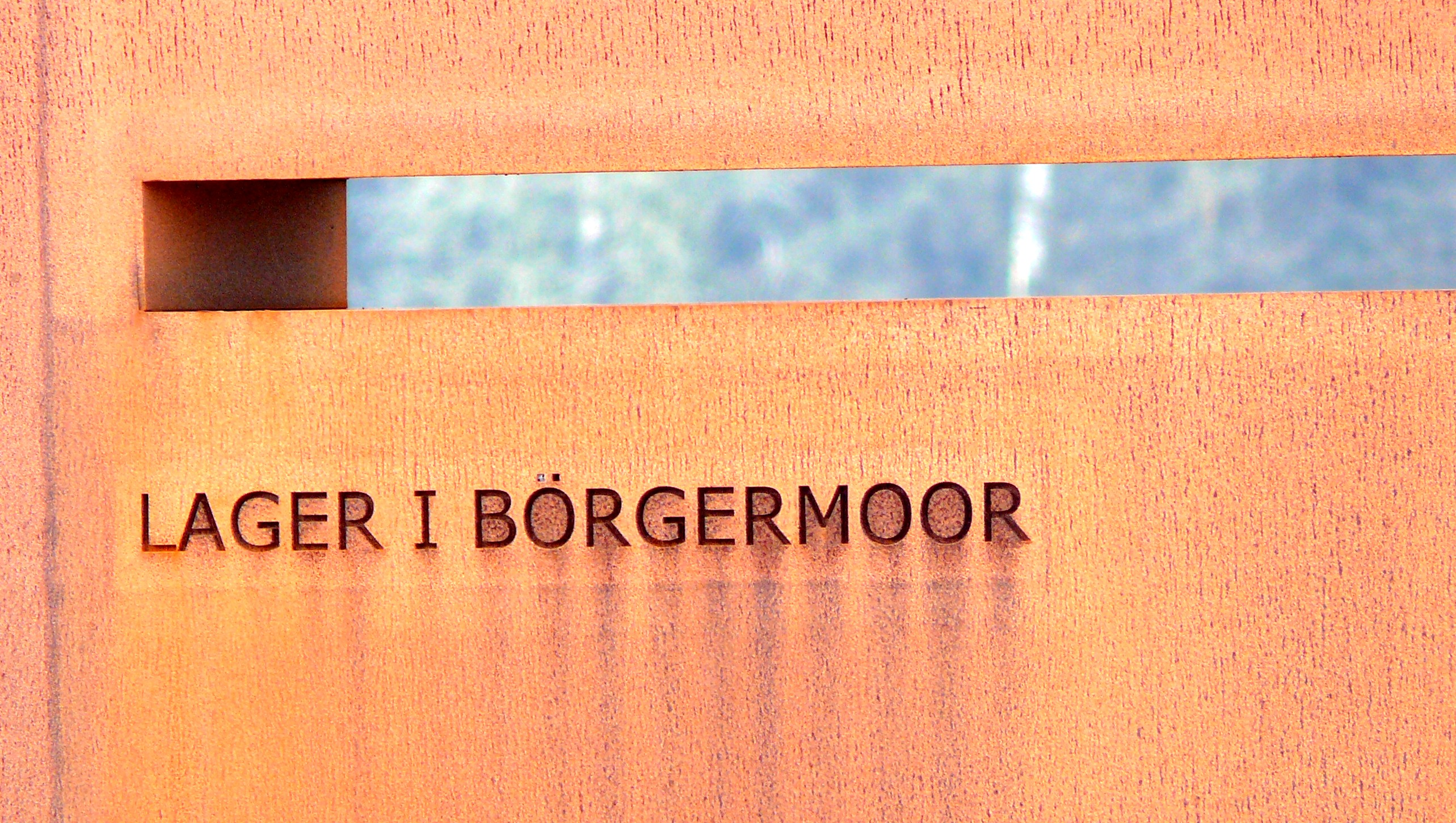
Lager I – KZ Börgermoor
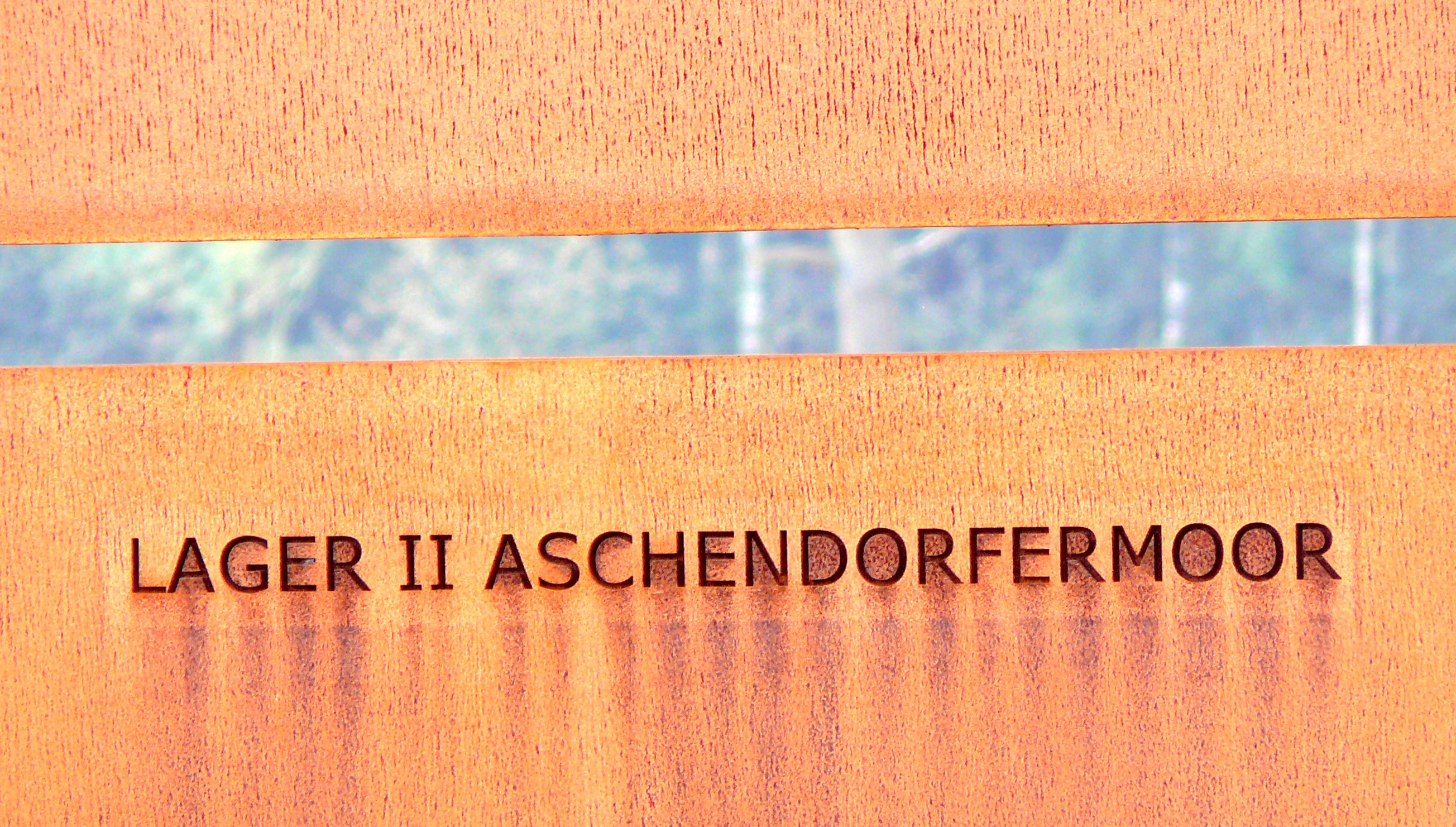
Lager II – Aschendorfermoor
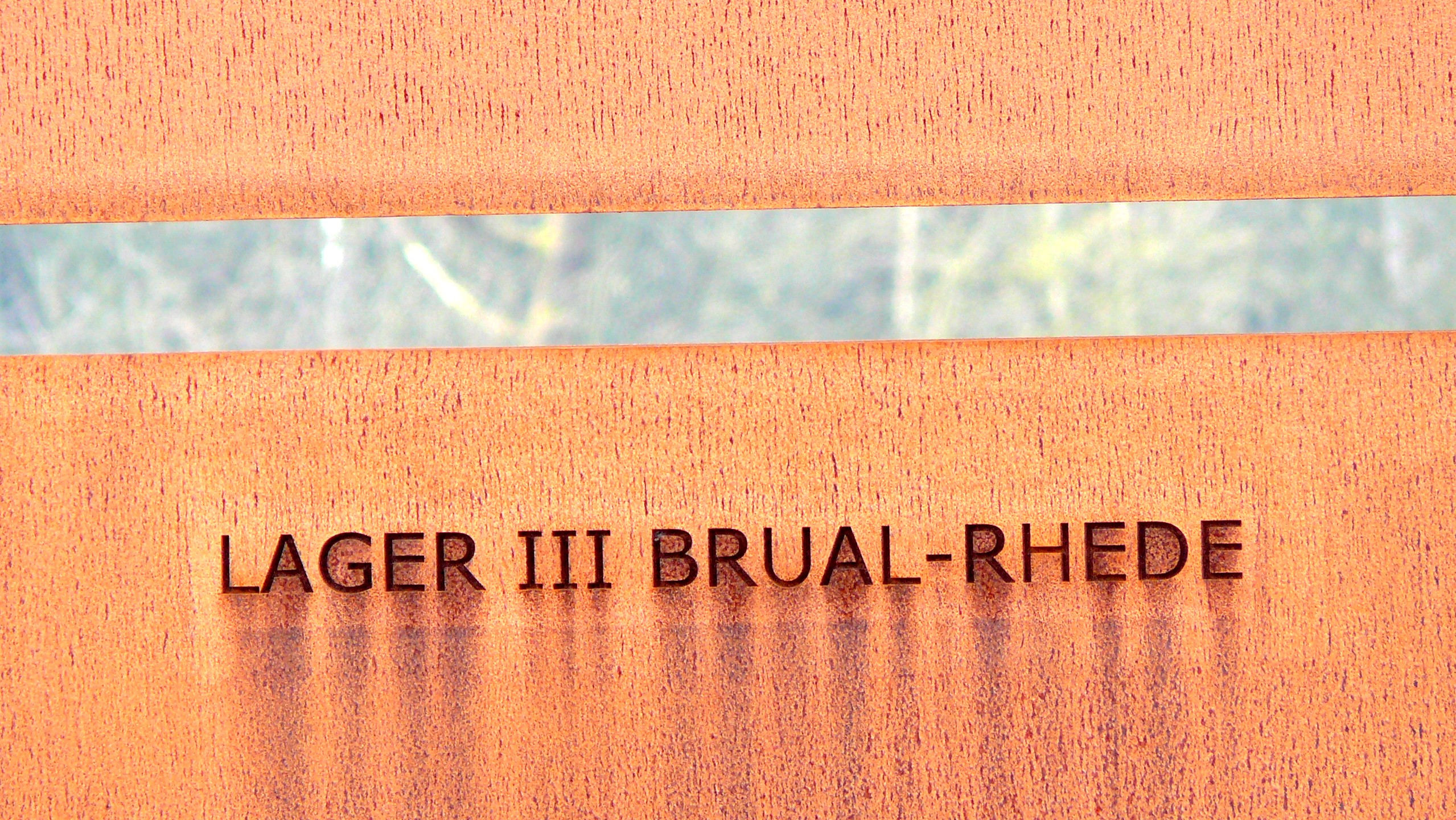
Lager III – Brual-Rhede
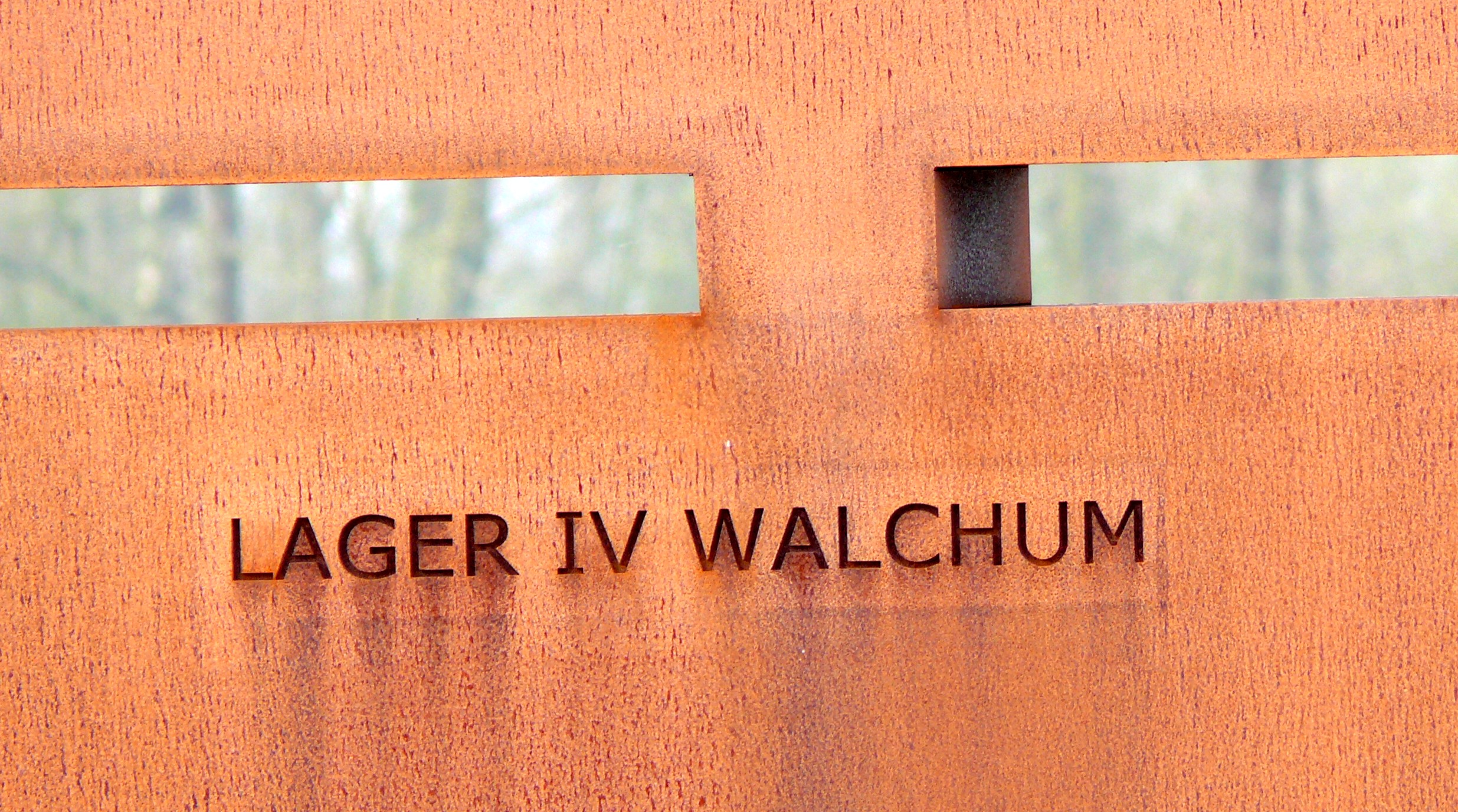
Lager IV – Walchum
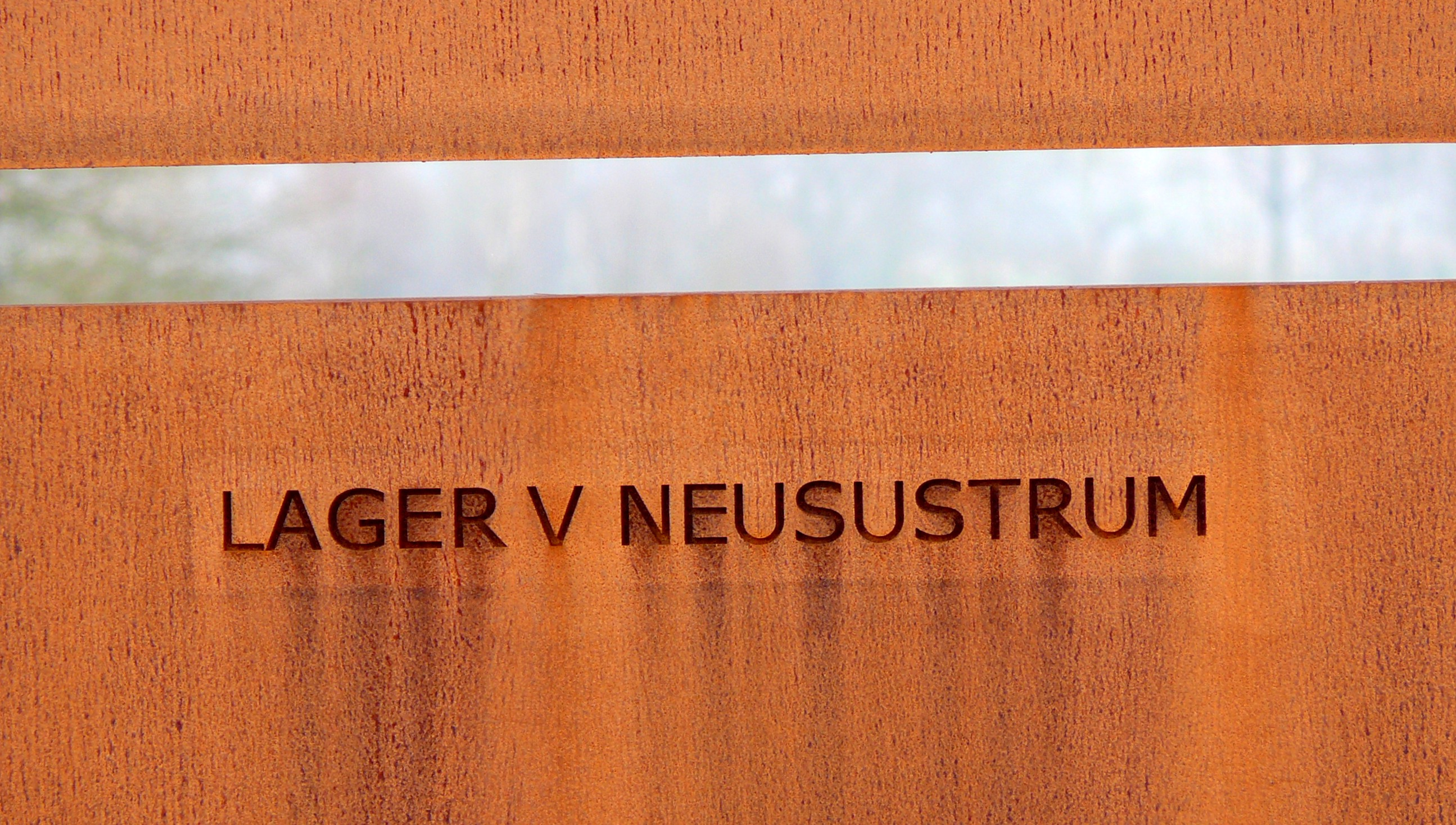
Lager V – KZ Neusustrum
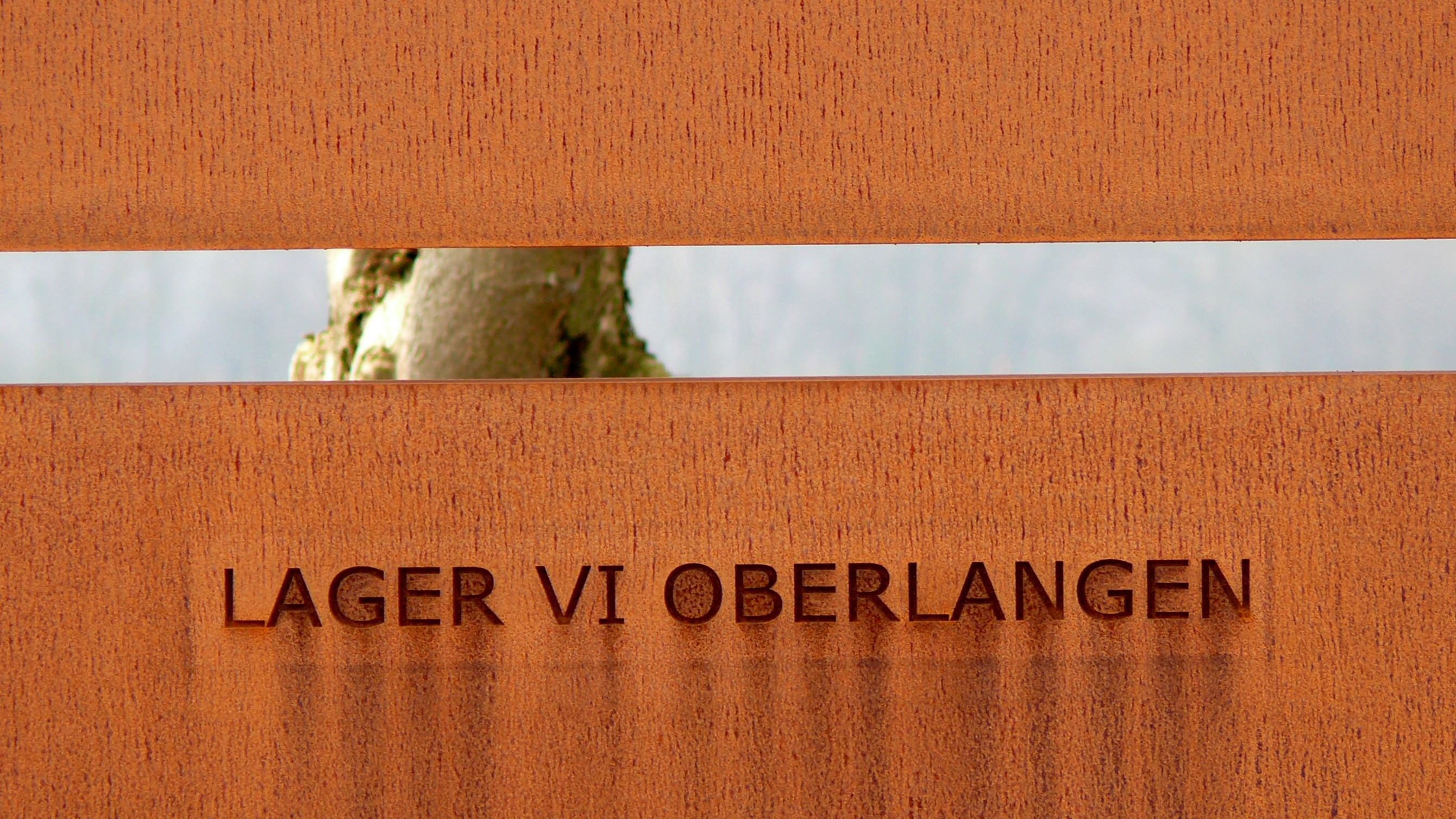
Lager VI – Oberlangen
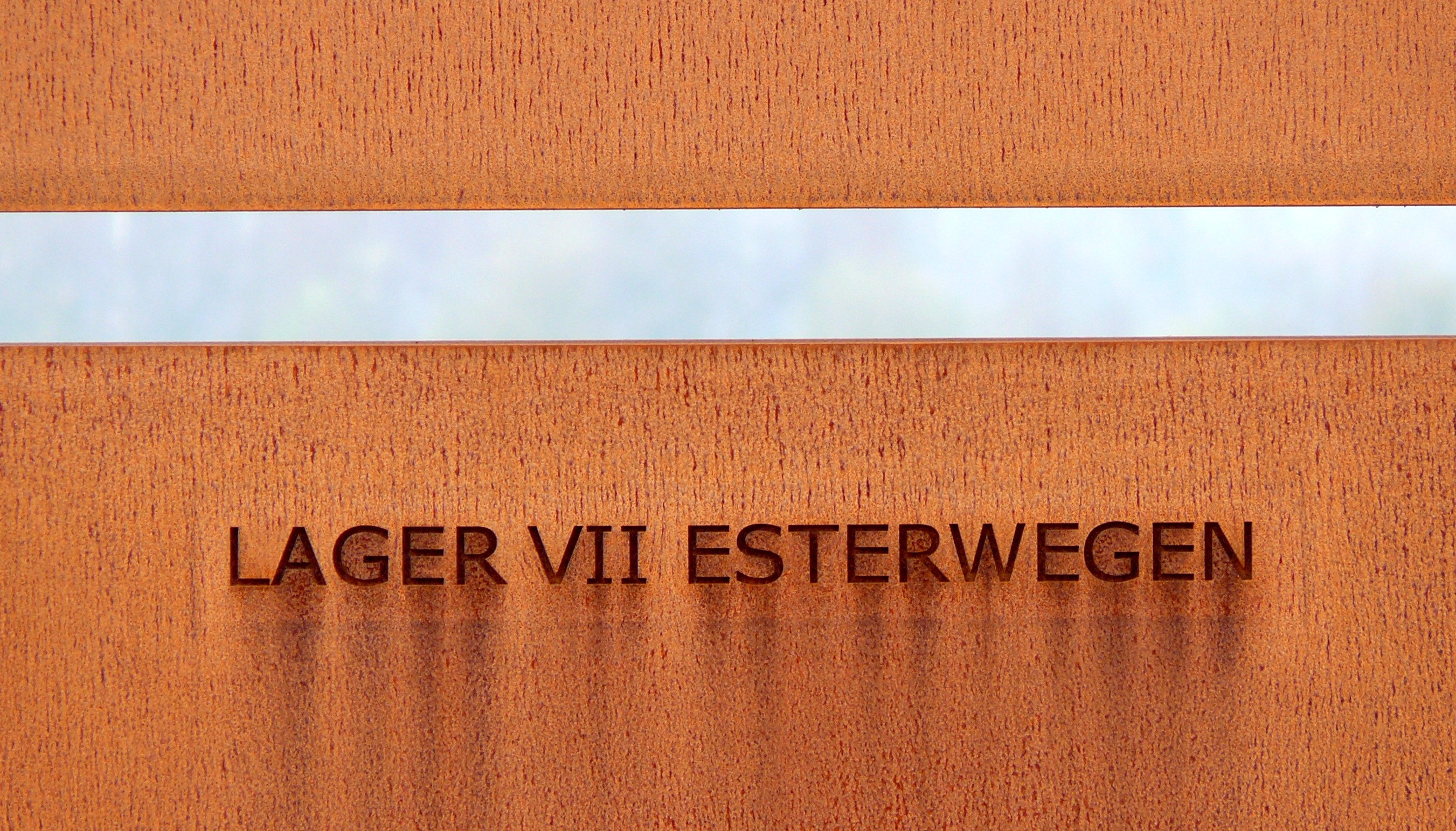
Lager VII – KZ Esterwegen
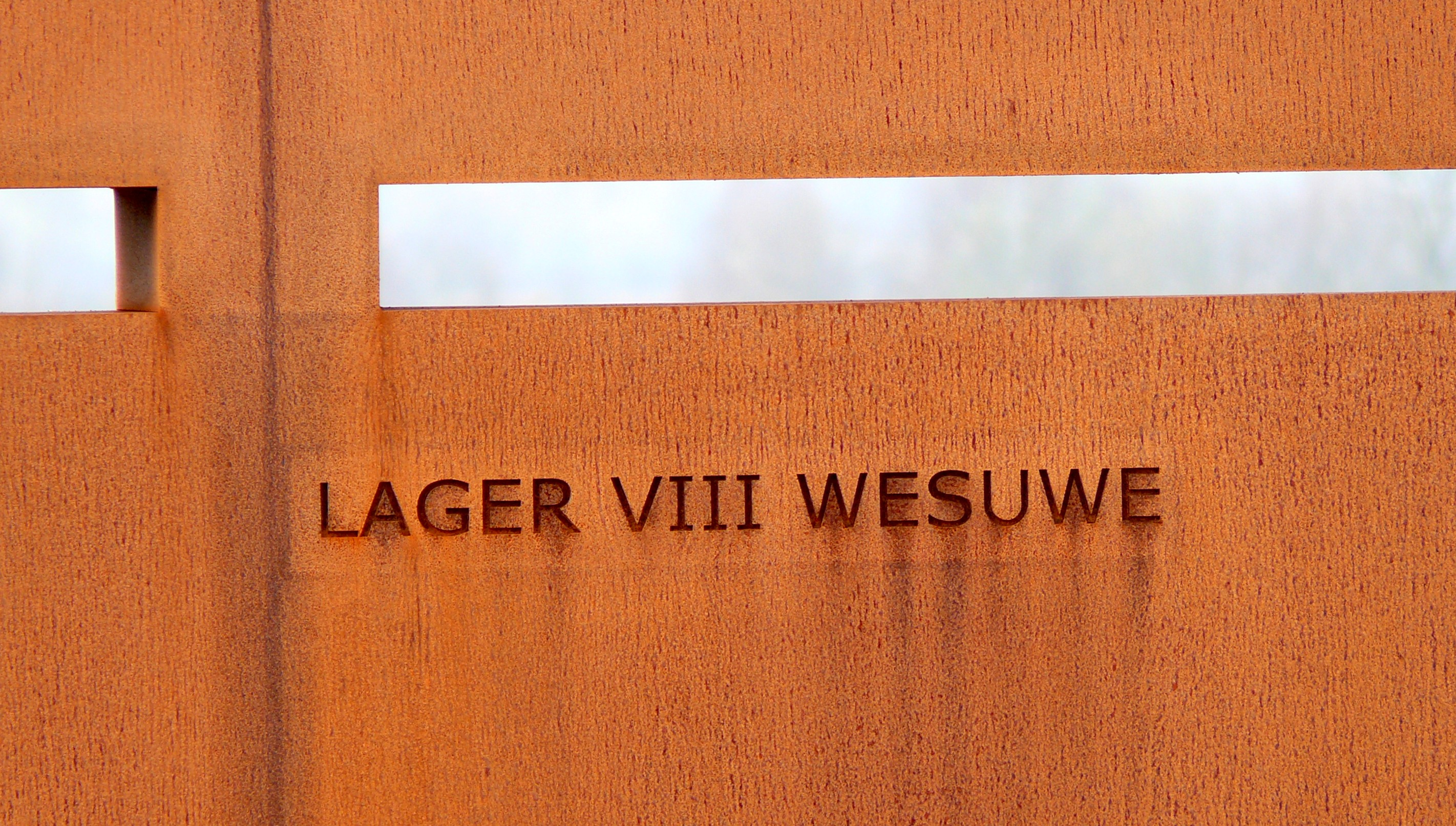
Lager VIII – Wesuwe
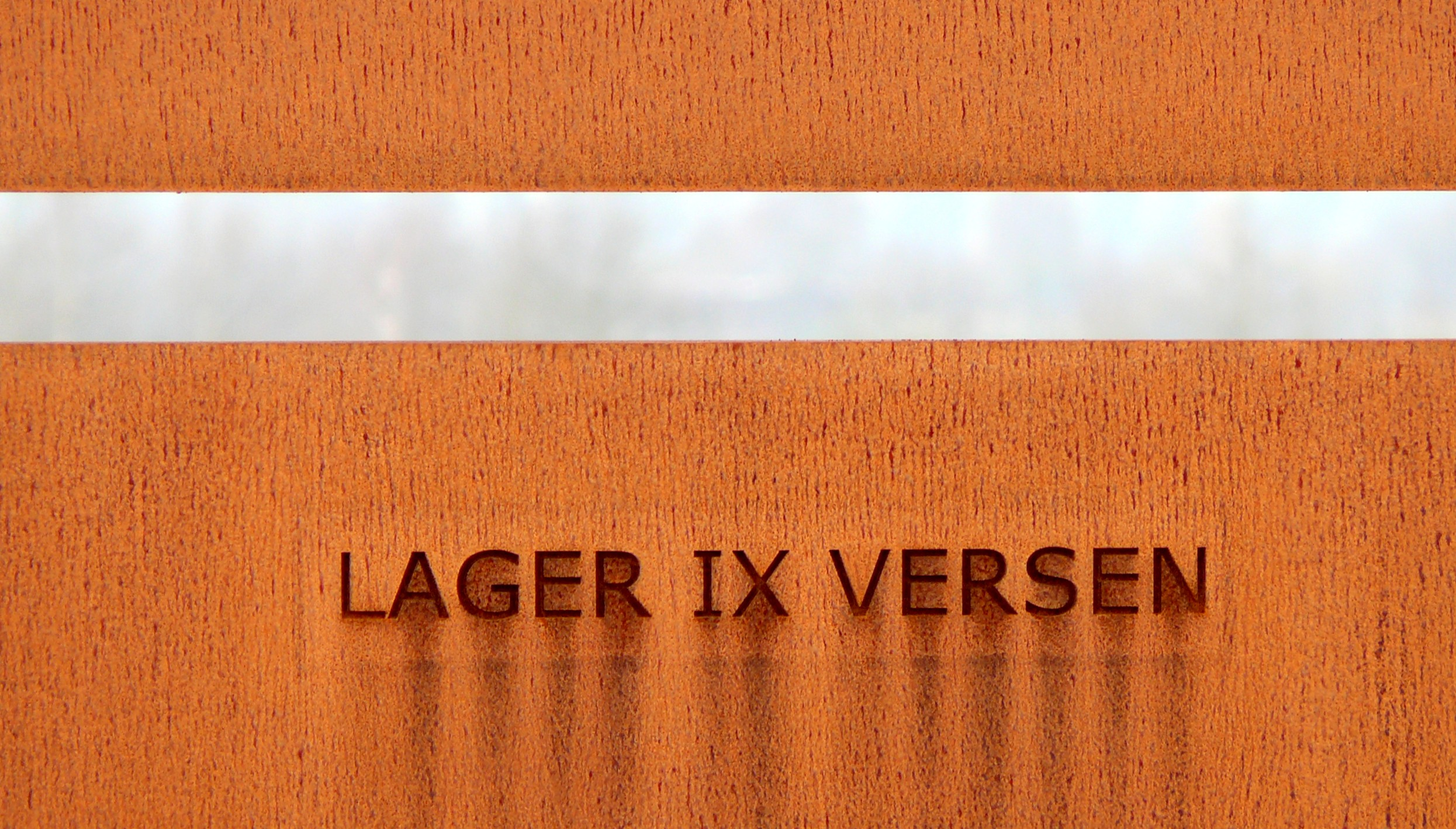
Lager IX – Versen
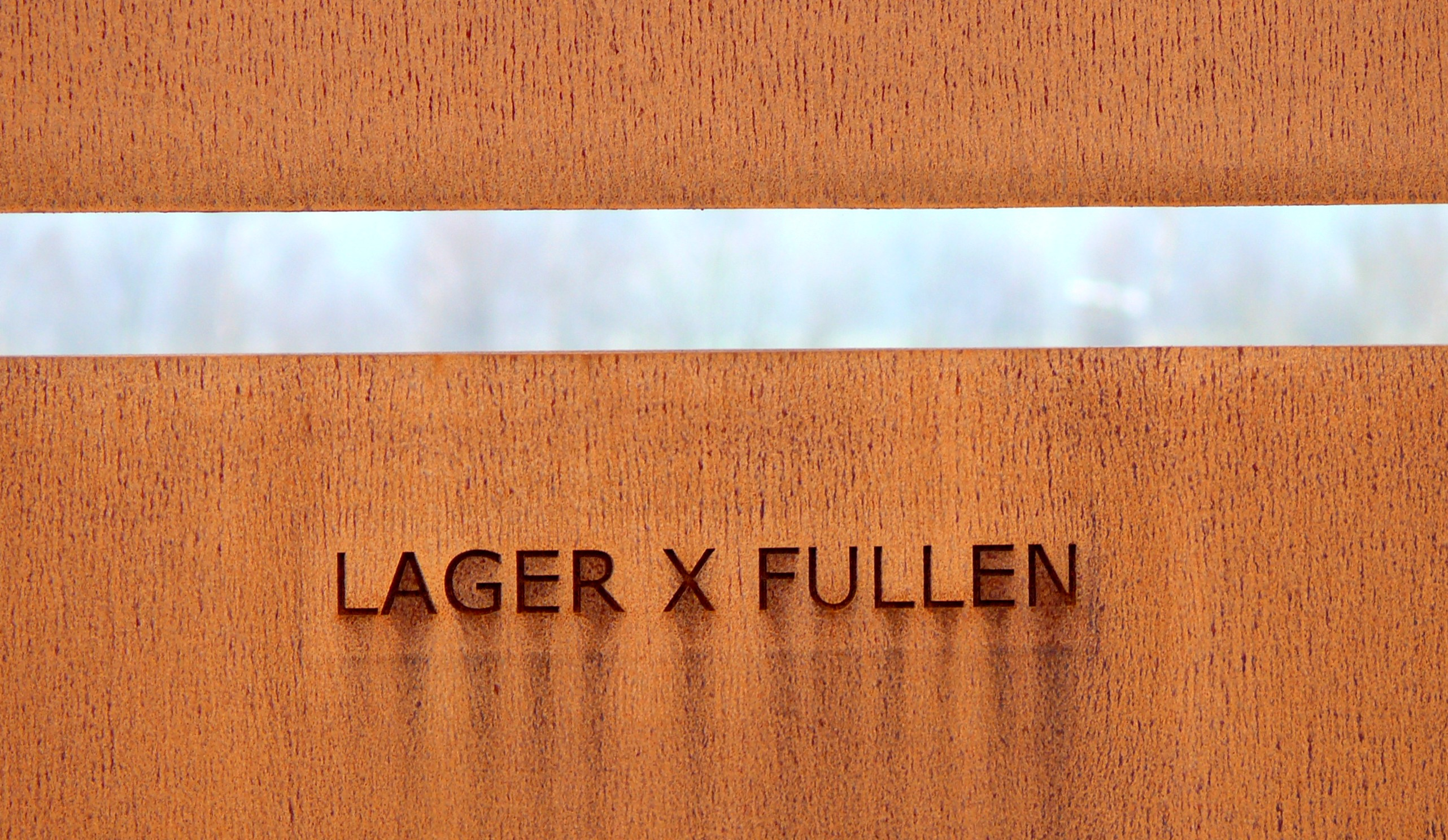
Lager X – Fullen
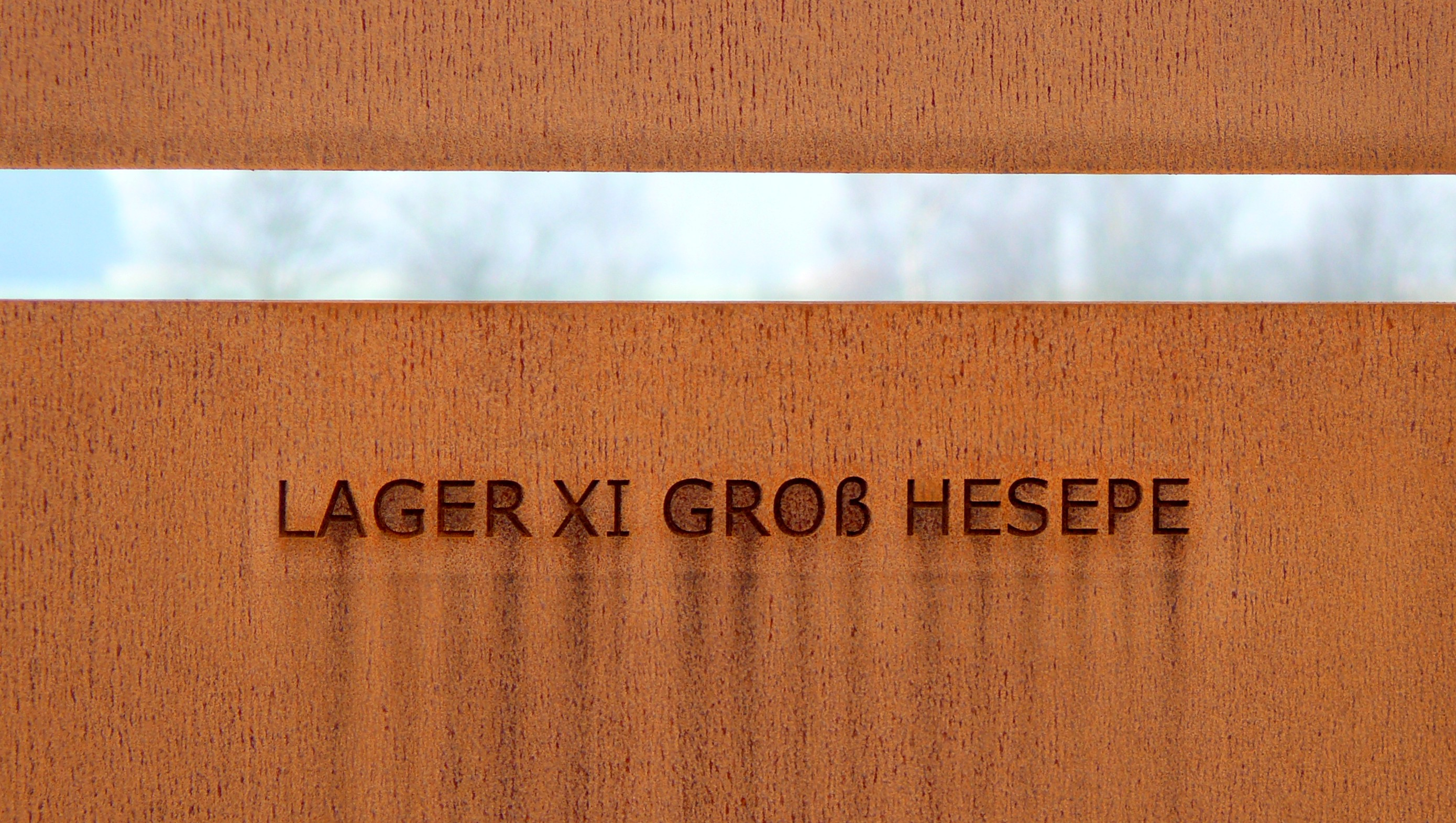
Lager XI – Groß Hesepe
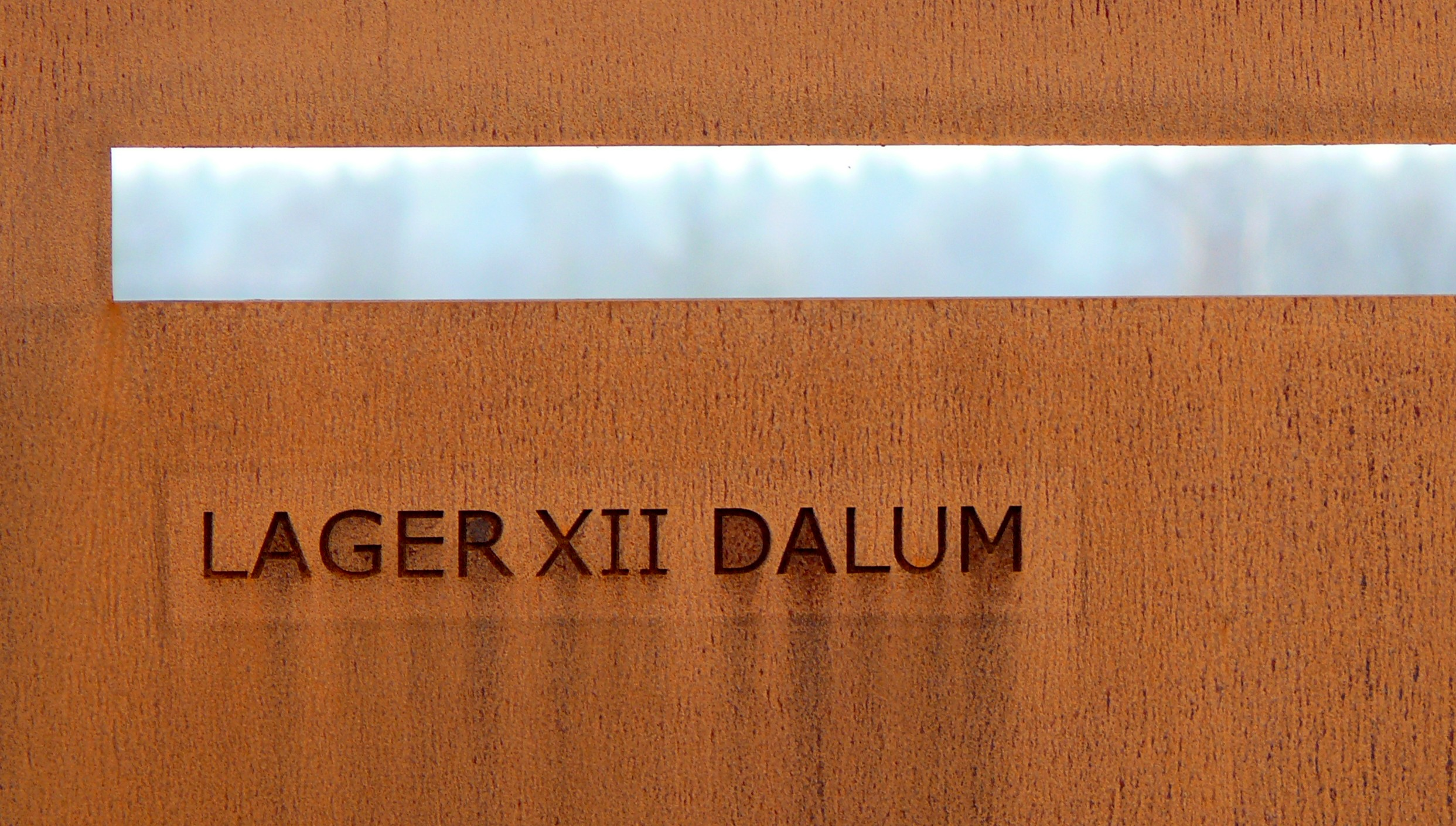
Lager XII – Dalum
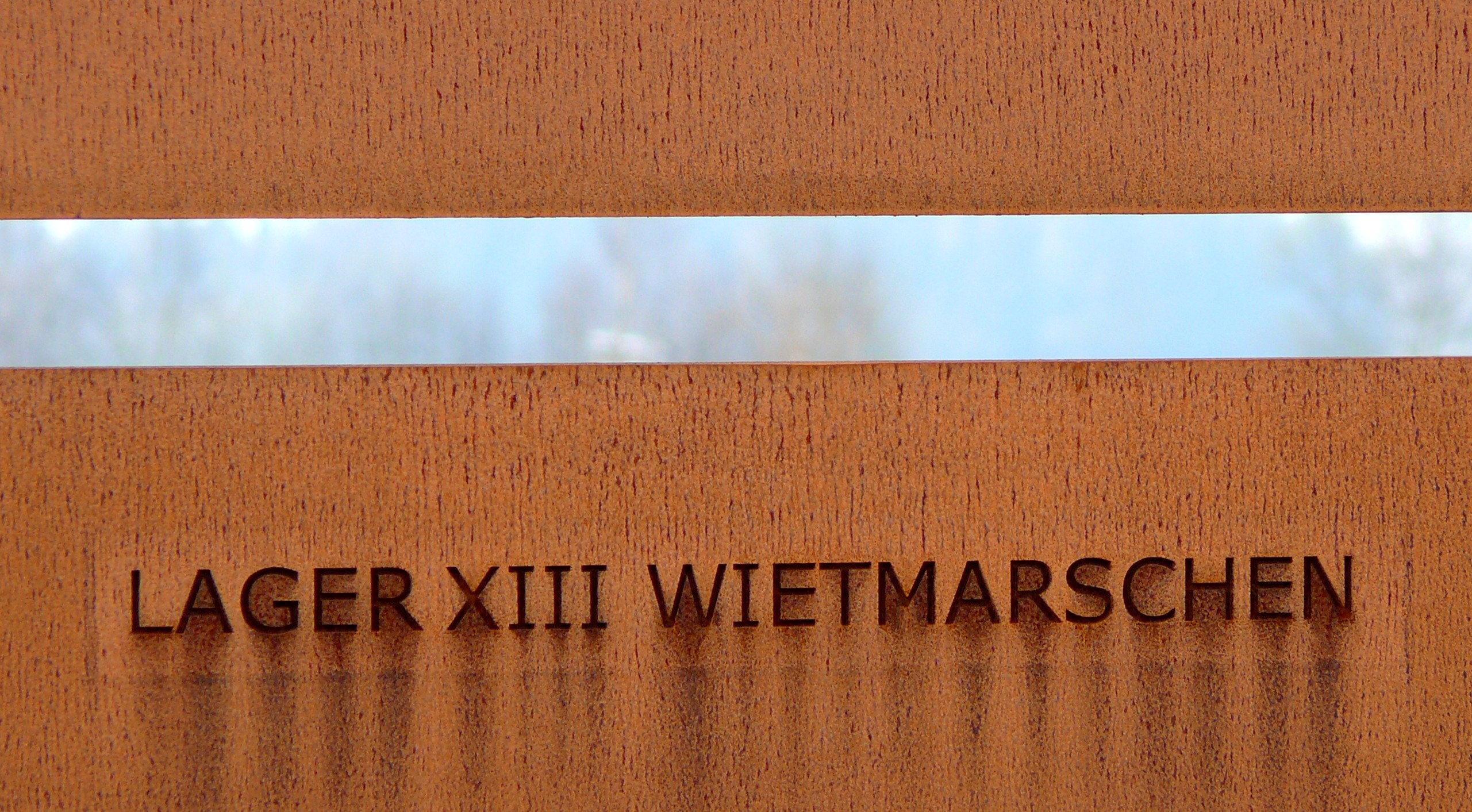
Lager XIII – Wietmarschen
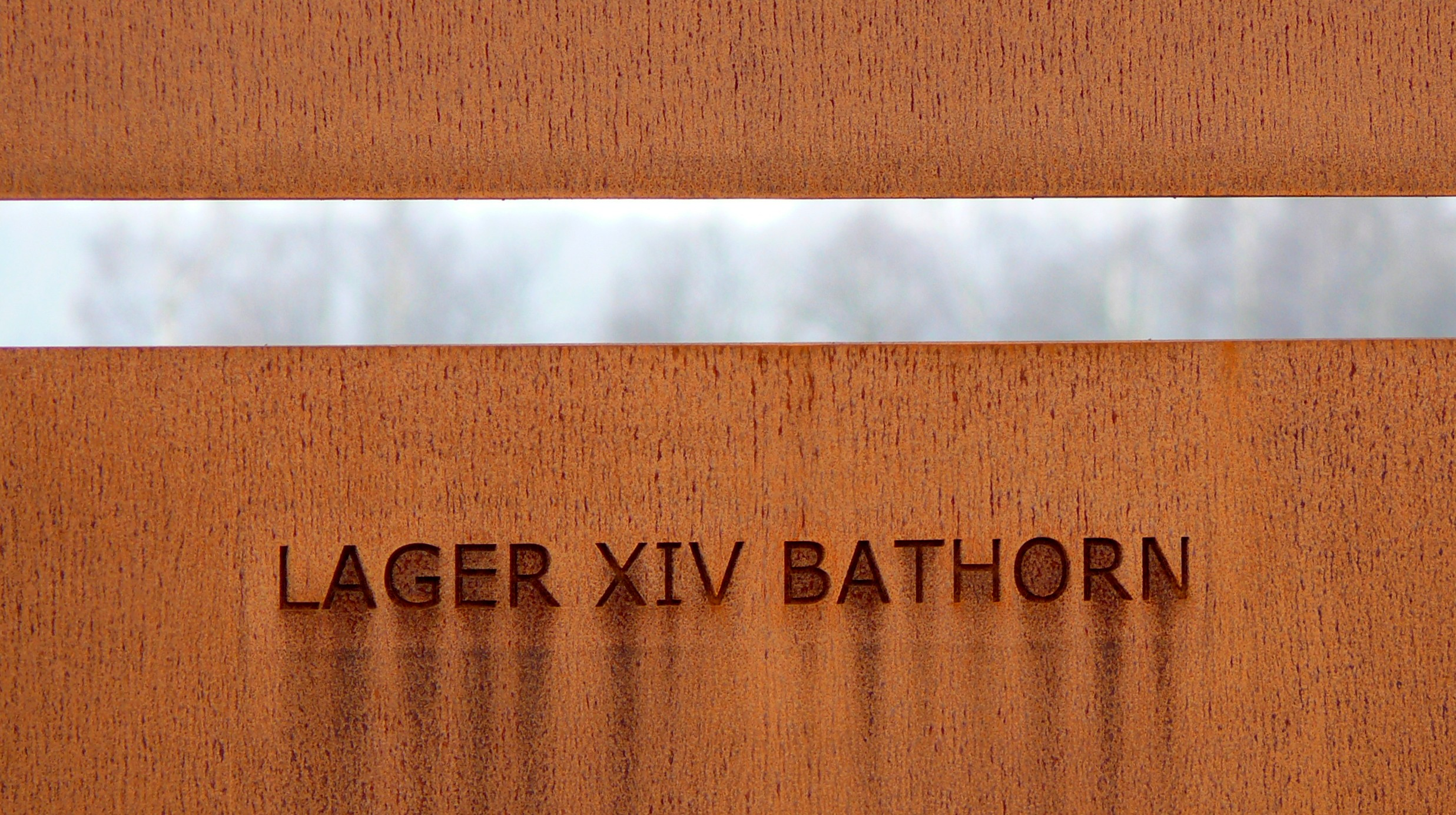
Lager XIV – Bathorn
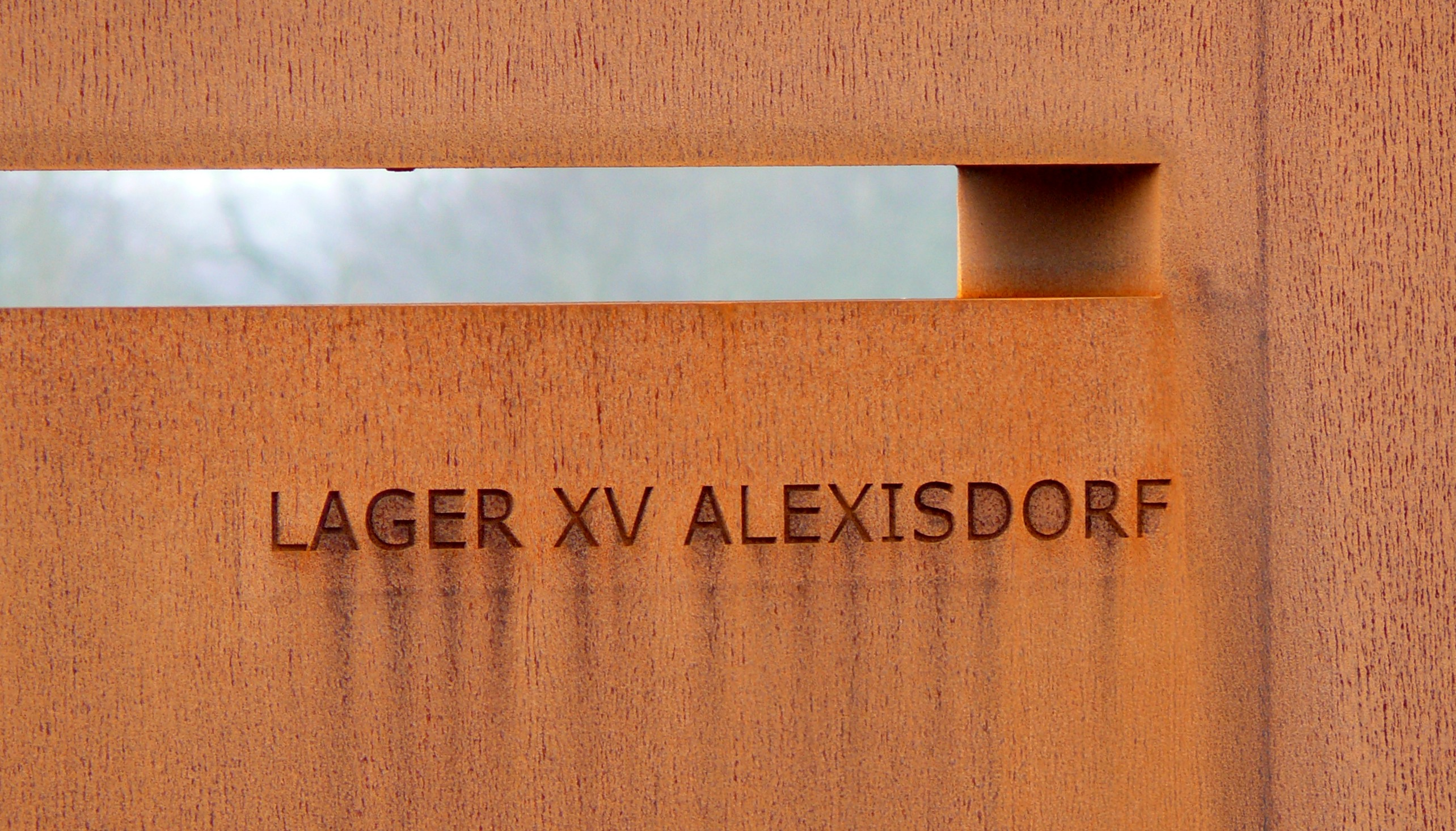
Lager XV – Alexisdorf

Im Juni 2023 kündigte die Stiftung Gedenkstätte Esterwegen dem DIZ Emslandlager dessen letzten verbleibenden Büroraum in der Gedenkstätte, was in der Öffentlichkeit für Unverständnis sorgte. Zahlreiche Vereinsmitglieder, Angehörige von ehemaligen Gefangenen und Häftlingen der Emslandlager ebenso wie Personen und Organisationen aus Wissenschaft, Kultur und Politik, darunter auch das Internationale Auschwitz Komitee kritisierten die Kündigung und folgten einem Unterstützungsaufruf des DIZ Emslandlager. Ein Vermittlungsangebot des Vorsitzenden der Jüdischen Gemeinde in Niedersachsen, Michael Fürst, lehnte der Vorsitzende des Stiftungsvorstands, CDU-Landrat Marc-André Burgdorf, ab.
Im Dezember 2023 erklärte der Vorstandsvorsitzende des Aktionskomitees für ein DIZ Emslandlager, man werde das während des öffentlichen Konflikts im Sommer 2023 angeregte Vorhaben eines „Hauses der Erinnerung“ weiterverfolgen.
Im Februar 2024 teilte der Vorstand des Aktionskomitees für ein Dokumentations- und Informationszentrum (DIZ) Emslandlager mit, die Gedenkstätte Esterwegen bis Ende Mai 2024 zu verlassen und ein Domizil in Papenburg zu beziehen.

### Weg ins Kuhdamm-Moor

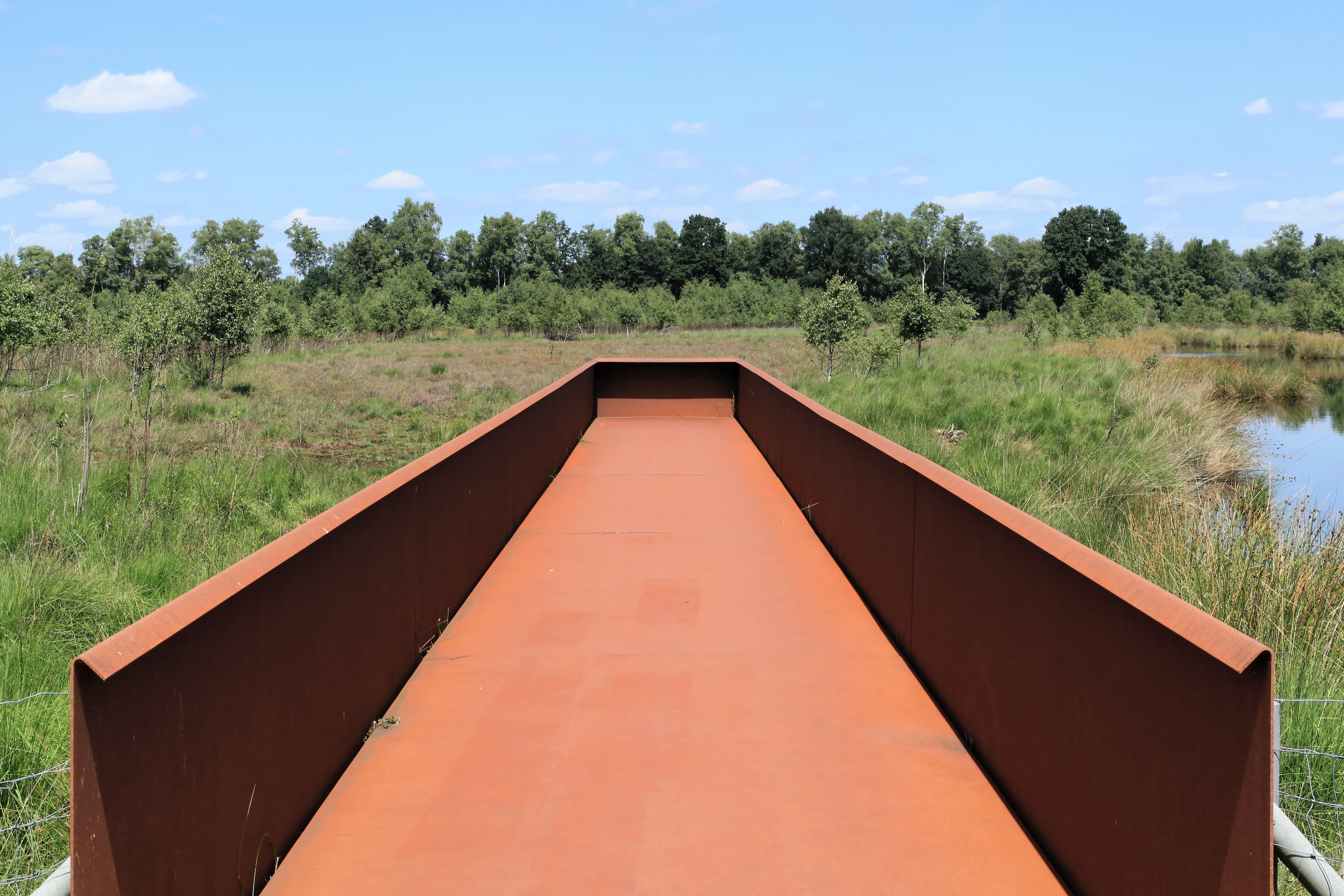
„Weg ins Kuhdamm-Moor“ bei der Gedenkstätte Esterwegen (Die Gefangenen mussten mit dem Spaten ins Moor gehen, um Torf zu graben.)

Die Gefangenen in den Emslandlagern, die „Moorsoldaten“, mussten das umgebende Moor im Emsland urbar machen. Von der Arbeit im Moor handelt auch das im KZ Börgermoor entstandene Moorsoldatenlied:

„Wohin auch das Auge blickt.
Moor und Heide nur ringsum.
Vogelsang uns nicht erquickt,
Eichen stehn kahl und krumm.
Wir sind die Moorsoldaten und ziehen mit dem Spaten ins Moor!

...

Doch für uns gibt es kein Klagen,
ewig kann’s nicht Winter sein.
Einmal werden froh wir sagen: Heimat,
Du bist wieder mein!
Dann ziehn die Moorsoldaten nicht mehr mit dem Spaten in’s Moor!
Dann ziehn die Moorsoldaten nicht mehr mit dem Spaten in’s Moor!“

Wenn man die Gedenkstätte verlässt, kann man auf dem Weg in das Kuhdamm-Moor auf den dortigen Moorlehrpfad gehen.

### Begräbnisstätte Esterwegen

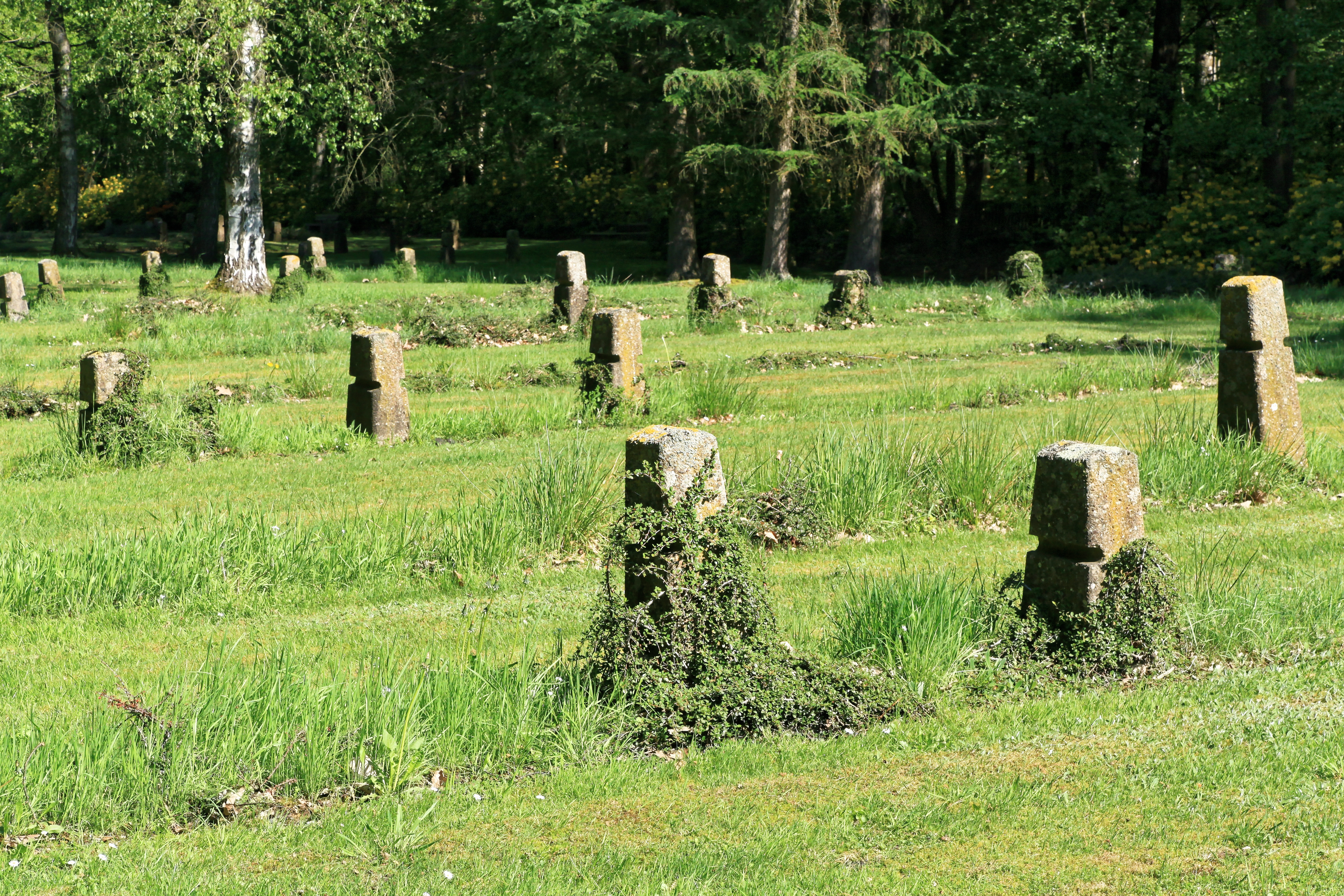
Grabreihen in der Begräbnisstätte

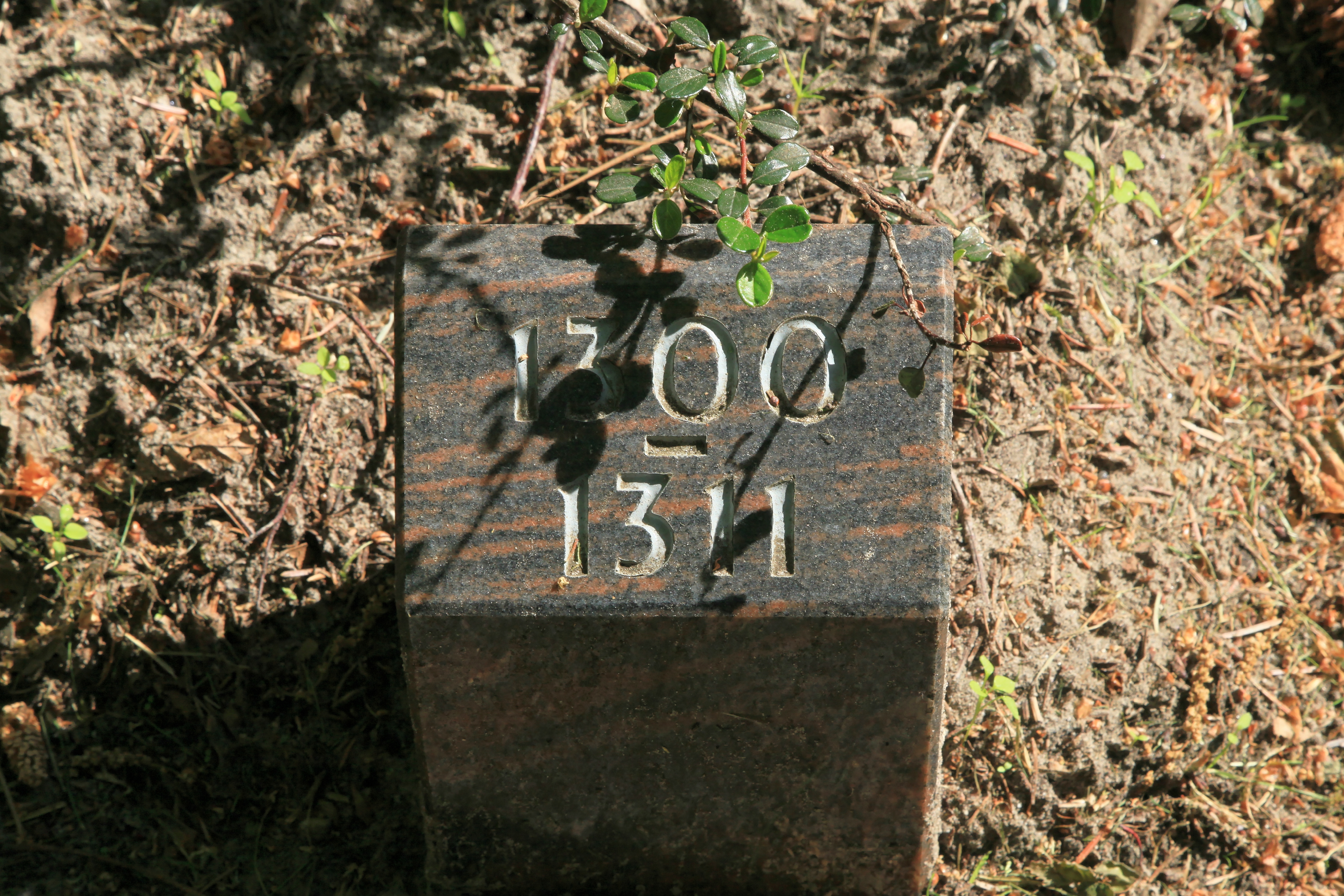
Grabnummerierung

Auf dem Friedhof Bockhorst/Esterwegen sind 1315 Gefangene unterschiedlicher Emslandlager begraben. Viele Widerstandskämpfer und auch Gefangene, die aufgrund militärischer und strafrechtlicher Delikte inhaftiert waren, sind dort beigesetzt. Eine Reihe von Verstorbenen sind in ihre Heimatländer umgebettet worden.

„Zum Gedenken an die im Konzentrationslager Esterwegen umgekommenen Opfer des Nationalsozialismus. Ihre sterblichen Überreste ruhen auf der Gräberanlage in Versen.“

Diese Inschrift erweckte den Eindruck: Die jetzt auf dem Friedhof liegenden Toten seien keine Opfer des Nationalsozialismus, deshalb meißelten Mitglieder des Demokratischen Clubs Papenburg den Schluss der Inschrift im Juli 1969 heraus. Später wurde eine Tafel mit anderem Text angebracht:

„Auf diesem Friedhof wurden in den Jahren 1933 bis 1936 Verfolgte des Naziregimes bestattet, die als Häftlinge der Konzentrationslager Börgermoor, Neusustrum und Esterwegen ums Leben gekommen waren. Diese Toten wurden 1955 auf die Gräberanlagen für Opfer der Gewaltherrschaft in Versen (heute Stadt Meppen) verlegt. In den Jahren 1943 und 1944 wurden hier auch Widerstandskämpfer aus mehreren westeuropäischen Ländern beigesetzt, die während des Krieges nach Deutschland deportiert worden waren. Nach dem Krieg wurden sie exhumiert und mit wenigen Ausnahmen in ihren Heimatländern bestattet. In den noch vorhandenen Gräbern ruhen viele Tote, die in den Jahren 1936 bis 1945 als Straf- und Untersuchungsgefangene in den Emslandlagern Börgermoor, Aschendorfermoor, Brual-Rhede, Walchum, Neusustrum, Oberlangen und Esterwegen einer unmenschlichen und grausamen Haft unterworfen waren.
Nicht weit von hier – bei Herbrum – ruhen etwa 200 Gefangene des Lagers Aschendorfermoor, die in den letzten Kriegstagen erschossen worden sind.
Die in den Emslandlagern verstorbenen Kriegsgefangenen sind auf den Friedhöfen Oberlangen, Wesuwe, Versen, Fullen, Dalum, Füchtenfeld und Neu-Gnadenfeld bestattet.
Aller Häftlinge, die in den Emslandlagern gelitten haben, gedenken wir in Bestürzung und Trauer.“

## Erinnerungsarbeit in der Gedenkstätte
In der Gedenkstätte Esterwegen werden pädagogische Angebote gemacht:
- altersspezifisch beziehungsweise themenbezogene Vorträge zur Geschichte der Emslandlager
- kurze Einführung und individueller Rundgang durch die Ausstellung
- Erläuterungen zu den Emslandlagern an Übersichtskarte und Luftbild
- Gang über das Lagergelände
- Fahrt zur Begräbnisstätte Esterwegen
- Archivarbeit zu Biografien, Aspekten des Lagerlebens usw. im Gedenkstättenarchiv
- Projekttage oder -wochen mit thematischen Schwerpunkten für Jugendgruppen – falls gewünscht auch mit praktischer Arbeit im Gelände
- Tagesseminare zu Aspekten der Emslandlager – vor allem für Erwachsene
- Herbstschulen im Bundesprogramm „Jugend erinnert“[23]
- Exkursionen zu den Standorten der anderen ehemaligen Lager

## Prominente Gefangene in den Emslandlagern
- Ludwig Baumann
- Georg Diederichs
- Friedrich Ebert junior
- Otto Eggerstedt
- Fritz Erler[24]
- Ernst Heilmann
- Wilhelm Henze
- Heinrich Hirtsiefer
- Robert Hoffmeister
- Hanns Kralik
- Wilhelm Leuschner
- Hans Litten
- Carlo Mierendorff
- Carl von Ossietzky
- Ernst Walsken
- Hans Weber

## Kloster Esterwegen
Am 22. Mai 2007 gründeten die Mauritzer Franziskanerinnen am Rande des Geländes des einstigen Konzentrationslagers einen Konvent. Eine der Schwestern des Gründungskonventes war die Niederländerin Jacintha Altenburg aus Roodhuis in der Gemeinde Súdwest-Fryslân, deren Vater in den Jahren der deutschen Besatzung dem Widerstand angehört hatte und deren Onkel von einem deutschen Soldaten erschossen worden war. Das Drehkreuz aus Eichenholz mit Moorbahn-Schienen im „Raum der Sprachlosigkeit“ gestaltete der Bildhauer Klaus Simon. Bis zur Eröffnung der Gedenkstätte am 31. Oktober 2011 nutzten Mitarbeiter des DIZ Emslandlager Räume des Klosters für Führungen und Vorträge. Im Jahre 2025 lebten drei Ordensschwestern im Kloster.